# Madesjö församling
Madesjö församling är en församling i Nybro pastorat i Stranda-Möre kontrakt i Växjö stift inom Svenska kyrkan. Församlingen är en del av Nybro pastorat.
Församlingskyrka är Madesjö kyrka.

## Administrativ historik
Församlingen har senmedeltida ursprung med första omnämnande 1476. 
1 maj 1894 utbröts Örsjö församling och 1939 Nybro församling. Församlingen utgjorde ett eget pastorat till 1895 då Örsjö också kom att ingå. 1962 kom också Kristvalla församling (utbröts sedan 1995) att ingå i pastoratet och från 1977 också Oskars församling. Från 1932 till 1939 var församlingen indelad i två kyrkobokföringsdistrikt: Madesjö och Nybro.
1995 överfördes till pastoratet Hälleberga församling och från 2010 ingår församlingen i Nybro pastorat.

## Series pastorum

### Kyrkoherdar
| Ämbetstid     | Namn                                   | Levnadstid               |
| (1525)–(1529) | Suno Petri                             |                          |
| (1553)–(1558) | Lars                                   |                          |
| 1559–1569     | Josephus Andreae                       | d. 1558                  |
| 1569–(1598)   | Petrus Nicolai                         | d. omkr. 1598            |
| 1599–(1604)   | Jacobus Johannis                       | d. trol. kort efter 1604 |
| 1605–1643     | Petrus Magni Stolpe                    | d. 1643                  |
| 1643–1673     | Aron Petri Stolpe                      | d. 1673                  |
| 1676–1693     | Nicolaus Brodderi Bruun                | 1617–1693                |
| 1693–1711     | Nicolaus Braun (Brauner)               | 1658–1729                |
| 1712–1738     | Nils Sandberg                          | 1684–1738                |
| 1739          | Carl Bechstadius (död före tillträdet) | 1690–1739                |
| 1741–1755     | Petrus Naesman                         | 1686–1755                |
| 1756–1791     | Petrus Frigelius                       | 1708–1791                |
| 1794–1830     | Johan Gabriel Berggren                 | 1743–1830                |
| 1832–1876     | Anders Sandberg                        | 1797–1876                |
| 1879–1893     | Gustaf Henrik Engström                 | 1833–1893                |
| 1894–1911     | Johan Otho Medelius                    | 1844–1911                |
| 1913–1931     | Carl Herman Fagergren                  | 1854–1947                |
| 1932–1954     | Gustaf Ejnar Jakob Jakobsson           | 1884–1974                |
| 1954–1975     | Helge Westmar                          | 1910–1987                |
| 1975–1982     | Ingvar Gerdmar                         | 1917–1994                |
| 1982–2001     | Carl Erik Svensäter                    | 1942–                    |
| 2002–2007     | Eyjólfur Lói Stefánsson                | 1959–                    |
| 2007–2009     | Reine Medelius                         | 1957–                    |

### Komministrar
| Ämbetstid | Namn                         | Levnadstid |
| 1637–1643 | Aron Stolpe                  |            |
| 1644–1662 | Olaus Andreae Bethenius      |            |
| 1665–1685 | Olaus Juncaeus               |            |
| 1685–1687 | Petrus Stolpe                |            |
| 1688–1710 | Gerhard Böckert              |            |
| 1712–1741 | Sven Wennersten              |            |
| 1743–1764 | Mattias Runkrantz            |            |
| 1764–1773 | Magnus Stenberg              |            |
| 1775–1790 | Olof Duse                    |            |
| 1790      | Jonas Josephsson             |            |
| 1791–1834 | Carl Lindberg                |            |
| 1837–1843 | Mattias Carl Runkrantz       | 1798–1864  |
| 1843–1866 | Peter Westerström            |            |
| 1870–1887 | Johan August Medelius        | 1830–1897  |
| 1888–1893 | Johan Valfrid Hultqvist      | 1844–1899  |
| 1893–1930 | Sven August Redin            | 1856–1930  |
| 1931–1939 | Ivar Manfred Wiesland        | 1900–1980  |
| 1939–1954 | Helge Josef Bernhard Westmar | 1910–1987  |
| 1955–1967 | Birger Lennart Fröler        | 1915–2003  |
| 1967–1973 | Johan Sten Arne Brander      | 1916–1992  |
| 1974–1995 | Gunnnar Severin Blidö        | 1944–      |
| 1996–2000 | Anders Nordmark              |            |

## Organister
| Verksam   | Namn                             | Levnadstid | Övrigt    |
| --------- | -------------------------------- | ---------- | --------- |
| 1922–1964 | Johnny Karl Teofil L:son Rudwall | 1898–      | Organist. |